# Asclepius 21-29
Asclepius 21-29 és l'últim llibre del Còdex VI dels Manuscrits de Nag Hammadi (8, 65-78), i és, juntament amb el llibre anterior del mateix còdex, L'Oració d'Acció de Gràcies, un fragment en llengua copta del Discurs Perfecte atribuït a Asclepi.
El text grec original del Discurs Perfecte existia ja a inicis del segle iv, ja que el fragment final està inserit als Papirs Màgics (PGM III 551), i també el cita Lactanci a Divinae Institutiones, però la data de la seva composició ens és desconeguda. Hi ha una traducció llatina del text complet que porta per títol De Hermes Trismegist: llibre sagrat dedicat a Asclepi.

## Contingut
Aquests fragments trobats a Nag Hammadi són els capítols 21 al 29 del Discurs Perfecte en copte, i hi trobem els temes següents:
- El sexe com a misteri diví (21)
- Els déus terrenals, el caràcter diví de l'home, l'home creador de déus (22-24)
- La profecia: Mort i regeneració del cosmos (24-27)
- Sobre la mort i la immortalitat: el judici de les ànimes (27-29)

El text té el format d'un diàleg establert entre Hermes Trismegist i el seu deixeble Asclepi. Comença fent una comparació molt explícita entre les relacions sexuals i la iniciació als misteris sagrats. Aquesta associació també s'explica al Discurs sobre la Ogdòade i la Ennèade (NH VI, 7), però aquí és molt més clar. Segueix un discurs sobre l'origen i la naturalesa de l'home, on els éssers humans són considerats superiors als déus, perquè són menys limitats i la seva immortalitat l'adquireixen per l'aprenentatge i pel coneixement. A continuació el text sembla defensar la idolatria.
Continua el text amb un passatge que dona una imatge del cel i comença a explicar notícies greus. Hermes plora, en un passatge que commou, quan li expliquen la destrucció del món. però hi haurà una regeneració del món, que en un sentit misteriós ja ha començat. El text acaba amb una descripció de la destinació de l'ànima després de la mort. Quan deixa el cos, l'ànima és rebuda per un gran esperit que li permet ascendir si ha estat bona, però en cas contrari és feta presonera en una regió situada entre el cel i la terra i se la castiga amb crueltat.